# Nuevo flamenco
El Nuevo Flamenco, Jóvenes Flamencos o Fusión Flamenca es un género musical que nació en España, a partir de los años 1980, de la fusión entre el flamenco y otros géneros (principalmente jazz, blues, rock y rumba).

## Inicios

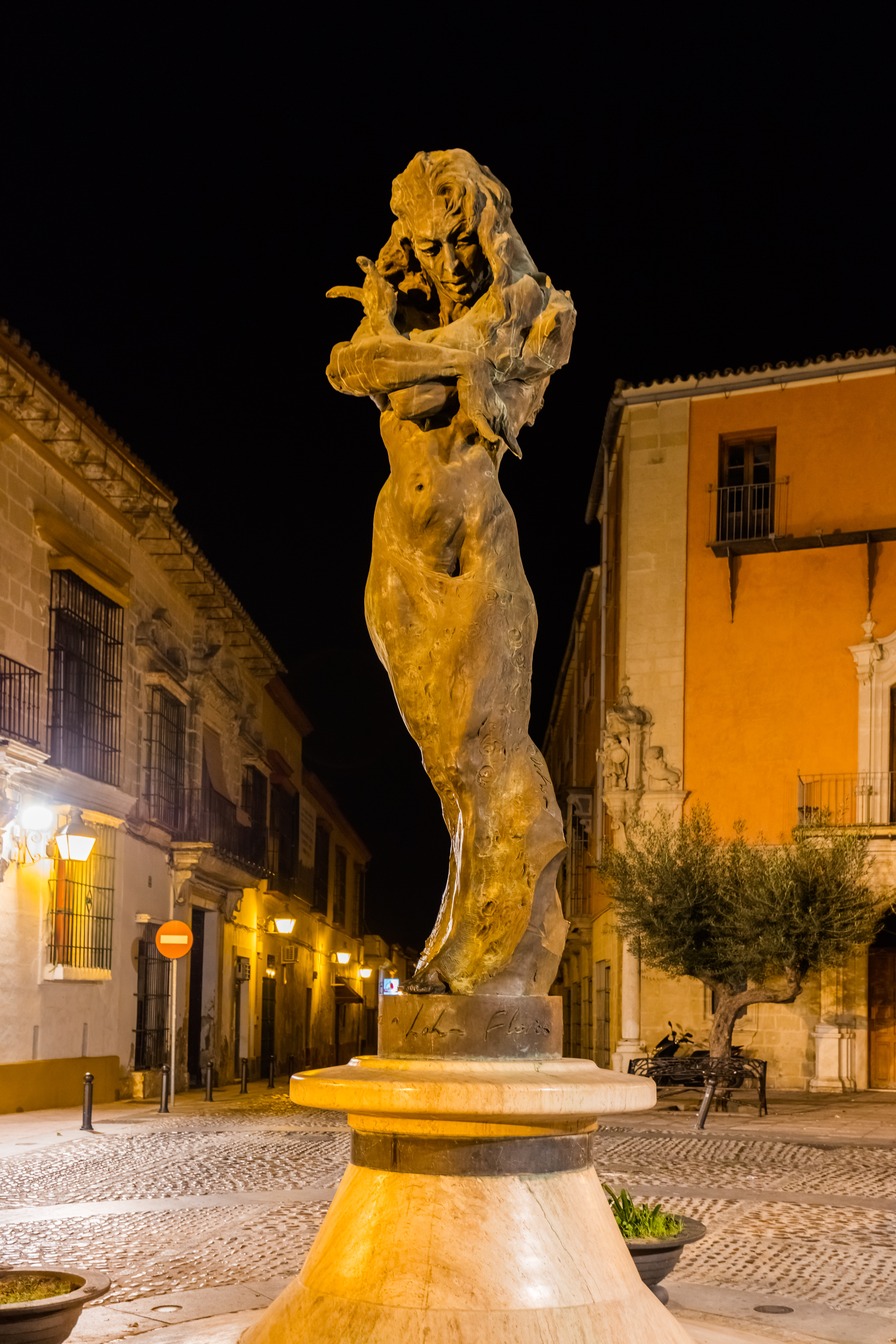
Monumento a Lola Flores Barrio de San Miguel de Jerez de la Frontera.

En la España de los años setenta se generó un cambio a nivel político y social. Los artistas flamencos, influenciados por la variedad de estilos musicales que llegaban del resto de Europa y Estados Unidos, crearon la llamada "fusión flamenca".
José Antonio Pulpón fue un elemento decisivo en la creación de esta fusión. Instó al cantaor y guitarrista Manuel Molina para colaborar con el grupo de rock andaluz «Smash”, y propició la unión artística entre Paco de Lucía y Camarón de la Isla, quienes le dieron un impulso de creatividad al flamenco, suponiendo la ruptura definitiva con el conservadurismo de Mairena.
Camarón, fue un cantaor mítico por su personalidad y su arte. Tuvo su legión de seguidores. Paco de Lucía por su parte, fue quien reconfiguró toda la música del flamenco, para abrirse también a nuevas influencias culturales como el jazz, la música brasileña y la árabe. Introdujo también nuevos instrumentos, como la flauta travesera o el cajón peruano.
Otros artistas también destacados, fueron Juan Peña El Lebrijano, quien fusionó el flamenco con música andalusí. Y Enrique Morente, que basculaba entre el purismo propio de sus primeras canciones, y el mestizaje con rock.

## Desarrollo
En los años 1980 surgió una nueva generación de artistas flamencos influenciados por los grandes músicos Camarón, Paco de Lucía y Enrique Morente, entre otros.  Estos artistas tenían interés por la música popular urbana que en aquellos años estaba renovando el panorama musical español; pues, era la época de la Movida madrileña. Entre ellos destacan Pata Negra, que fusionaron el flamenco con el blues y el rock, Ketama, de inspiración pop y cubana y Ray Heredia, creador de un universo musical propio donde el flamenco ocupa un lugar central. Gipsy Kings, nacidos y afincados en Francia (aunque hijos de españoles) son una familia de artistas conocida por sus rumbas flamencas. Hubo también algunos artistas que, no siendo de por sí representantes del flamenco, incorporaron elementos de este género a sus canciones, como es el caso de El último de la fila, que utilizó la guitarra flamenca y la voz aflamencada.
A finales de esa década y durante toda la siguiente la fonográfica Nuevos Medios, propiedad del productor y fotógrafo Mario Pacheco lanzó a muchos músicos bajo la etiqueta Nuevo Flamenco. Así, esta denominación ha agrupado a músicos muy distintos entre sí, tanto intérpretes de flamenco orquestado, como músicos de rock, pop o música cubana cuya única vinculación con el flamenco es el parecido de su técnica vocal con la de los cantaores, sus orígenes familiares o su procedencia gitana. Ejemplos pueden ser Rosario Flores (hija de Lola Flores), Paco Ortega e Isabel Montero dúo cuyo estilo se basó en la fusión de sus raíces flamencas con el pop del momento, o la reconocida cantante Malú, sobrina de Paco de Lucía e hija de Pepe de Lucía, que pese a simpatizar con el flamenco y mantenerlo en su discografía ha continuado con su estilo personal y se ha mantenido en la industria musical por sus propios méritos. 
Sin embargo, el hecho de que muchos de los intérpretes de esa nueva música sean además reconocidos cantaores, caso de José Mercé, El Cigala y otros, ha propiciado etiquetar como flamenco todo lo que ellos interpretan, aunque el género de sus canciones difiera bastante del flamenco clásico.
Otros artistas contemporáneos, como los grupos O'Funkillo y Ojos de Brujo, siguiendo la senda de Diego Carrasco, emplean estilos musicales no flamencos pero respetando el compás o estructura métrica de ciertos palos tradicionales. Asimismo existen cantaores enciclopédicos como Arcángel, Miguel Poveda, Mayte Martín, Marina Heredia, Estrella Morente o Manuel Lombo que, sin renunciar a los beneficios artísticos y económicos de la fusión y del nuevo flamenco, mantienen en sus interpretaciones un mayor peso de lo flamenco concebido en el sentido más clásico del término, lo que supone un significativo regreso a los orígenes.

## Actualidad
En los últimos años el Nuevo Flamenco está adquiriendo más importancia en el panorama musical español y a nivel internacional. Muchos artistas han fusionado el flamenco tradicional con otros géneros populares para introducirse a un público más grande y más joven. 
Una artista que ha reinventado el flamenco para convertirlo en su seña de identidad es Rosalía, nombre indiscutible del panorama musical internacional. Pienso en tu mirá, Di mi nombre o el tema que la catapultó a la fama, Malamente, son una combinación de estilos como el trap, con una base flamenca. Rosalía ha derribado los límites de este género musical abrazando a otros ritmos urbanos. La artista catalana ha sido galardonada con varios Premios Grammy Latinos y MTV Video Music Awards, que además, con tan solo 30 años, cosecha más de 39 millones de oyentes mensuales en Spotify. 
El granadino Dellafuente es otro claro ejemplo de la fusión de rap, trap y flamenco. Dellafuente define su música como “folclórica atemporal”, que le ha catapultado a colaborar con grandes de la canción española como Mala Rodríguez o el rapero C. Tangana que también han usado el flamenco en sus canciones. En su línea musical también tenemos a los artistas Maka o RVFV.
Demarco Flamenco es otro grupo que se catapultó en 2017 con a la fusión del flamenco con el pop. Un estilo con el que superó más de 30 millones de reproducciones en España. En la actualidad, Marco Jesús Borrego, cosecha más de dos millones de oyentes al mes en Spotify. Estas colaboraciones le han aupado a la fama con su música fusión, cosechando más de un millón de oyentes mensuales en sus canciones de Spotify. Uno de sus éxitos más conocidos es “Me pelea” que muestra la importancia que tiene el flamenco para el cantante tanto en lo musical como en lo visual.
Pero tenemos muchos otros ejemplos como Maria Àrnal y Marcel Bagés que recuperan  viejos archivos sonoros olvidados y de cantes populares actualizados: jotas del delta, canciones tradicionales valencianas y pinceladas de flamenco tradicional; El Niño de Elche uno de los cantares solistas más destacados que mezcla el flamenco con el post-rock madrileño; Sílvia Pérez Cruz que añade a su estilo barroco  elementos de la música de cámara, y el fado portugués llegando a conmocionar a la escena indie granadina con su paseo experimental por el flamenco tradicional, Schumann y Edith Piaf; Califato 3/4 grupo que combina el flamenco con Electrónica, Hip hop, Punk, Rock andaluz; Juanito Makandé, que fusiona el flamenco tradicional con funk o jazz, siendo considerado un artista flamenco-underground; Soledad Morente Carbonell, cantante española de flamenco y pop rock; Lin Cortés combinando flamenco con Jazz, soul o funk; María José Llergo con elementos inequívocamente flamencos con un aire intimista aunque con un acabado futurista de música electrónica y graves y bajos digitales que transporta la canción hacia territorios claramente contemporáneos.
Parece ser que el panorama musical Español está experimentando un cambio en su música y están resurgiendo nuevos ritmos junto a nuevos artistas que están experimentando para abarcar a un público más amplio que quiere mantener la cercanía que transmite el flamenco .

## Reconocimiento
Rocío Jurado, fue la cantante que internacionalizó el flamenco a principios de los setenta. Su interpretación de los “Fandangos de Huelva”, y de las “Alegrías” se reconoció a nivel mundial, por tener una tesitura de voz perfecta para estos géneros. Se solía acompañar por Tomatito, y Enrique Melchor; tanto en España como en Venezuela, Colombia y Puerto Rico. Sin embargo muchos más artistas flamencos han destacado por su éxito en otros países como en Latinoamérica.
A la consolidación del flamenco y la continua creación a su alrededor, se le une su expansión cada vez mayor a nivel mundial. Maria del Mar Fernández, en el año 2011 dio a conocer el estilo flamenco en la India. Actuó en el videoclip de presentación para la película “Sólo se vive una vez”, bajo el título de “Señortita”. La película fue vista por más de 73 millones de espectadores.
Por otro lado, cada día es mayor el interés por los poderes públicos en la promoción del flamenco, y en difundir sus valores culturales y patrimoniales. Tanto que existe una Agencia Andaluza para el Desarrollo del Flamenco, dentro de la Consejería de Cultura de la Junta de Andalucía.
Actualmente incluso, en Jerez de la Frontera se constituye la Ciudad del Flamenco, que albergará el futuro Centro Nacional de Arte Flamenco, del Ministerio de Cultura. Desde esta institución se canalizarán y se ordenarán las iniciativas que se lleven a cabo sobre el flamenco.
Desde 2010 el Flamenco es Patrimonio Cultural Inmaterial de la Humanidad.